# Dolce amore incanto/Amore torna
Dolce amore incanto/Amore, torna è un singolo della cantante italiana Wilma De Angelis pubblicato nel 1979 dalla casa discografica New Star Records

## Tracce
1. Dolce amore incanto
2. Amore,torna